# Тризна, Гедеон Михаил
Гедеон Михаил Тризна (? — 11 сентября 1652) — государственный деятель Великого княжества Литовского.
Сын Григория Тризны, маршала волковысского, и Раины Сапеги, дочери минского воеводы Богдана Сапеги. Имел братьев Мартиана, Николая и Павла Петра.
Гродненский городничий с 1637 года, был последовательно литовским подстолием в 1631 году, стольником в 1631-1638 годах, кравчием в 1638-1642 годах, подчашием в 1642-1644 годах, подскарбием великим литовским с 1644 года, староста брестский (с 1642 года), суражский и мстиславльский, администратор Гродненской и Могилевской экономий.